# 李敏求
李敏求（1919年—1980年），美籍華人腫瘤化療專家，第一位用化疗成功治愈遠端轉移恶性实体肿瘤的醫學家，第一位荣获拉斯克臨床醫學獎的華裔醫學家。

## 简历
- 李敏求祖籍广东省德庆县德城镇[1]。
- 1919年出生于沈阳[2]。
- 1944年毕业于盛京医科大学（现已并入中国医科大学）[3]。
- 1947年来到美国南加州大学学习细菌学和免疫学[4]。1948年获硕士学位。
- 1952年在芝加哥长老会医院接受住院醫師訓練[4]。
- 1953年进入Sloan-Kettering研究所跟随Pearson工作[4]。
- 1955年转往美国国家癌症研究所Hertz领导的研究组[4]。
- 1957年回到了Sloan-Kettering研究所[4]。
- 1961年於纽约州立大學的納索醫院(現在的Winthrop大學醫院)[4]。
- 1976年移居加州，任职于La Jolla的Scripps医院癌症研究中心[4]。
- 1980年初因心脏病并发脑血栓逝世。

## 科学成就
- 1956年在国立癌症研究所与Hertz一道，用葉酸拮抗劑的甲氨蝶呤成功治愈子宫膜绒毛癌，是历史上第一次用化疗治愈恶性实体肿瘤，标志着化疗由姑息治疗向治愈的过渡[5]。
- 1960年在Sloan-Kettering研究所联合应用多种化疗药物治疗睾丸癌取得成功[6]。

## 获奖
作为第一位用化疗成功治愈恶性实体肿瘤的医生，1972年与当年在国立癌症研究所的同事们共16人分享了拉斯克临床医学奖。

## 荣誉任职
- 1971年 - 1972年任美洲中華醫學會（Chinese American Medical Society）會長[2]。
- 1976年在台灣行政院國家科學委員會所屬的國家癌症研究委員會擔任主任委员[8]。

## 其他
1973年4月27日，受中華民國行政院國家科學委員會並委託中華民國駐美大使館科學參事潘學彰先生邀請回國，並於同年4月28日舉行專題演講。

## 外部連結
- 中央通訊社好望角─李敏求[永久]